# المرسى (تونس)
المرسى مدينة ساحلية على ضفاف البحر الأبيض المتوسط تقع على مسافة 18 كيلومترا شمال مدينة تونس، وهي تمثل مع حلق الوادي والكرم وقرطاج ضاحيتها الشمالية. يبلغ تعداد سكان بلدية المرسى 97890 نسمة يسكن منهم 36234 مدينة المرسى.
تنشط بها جمعية رياضية تحت اسم المستقبل الرياضي بالمرسى يضم عدة اختصاصات رياضية أسس سنة 1939 تحت مسمى المستقبل الإسلامي حينها كانت البلاد لا تزال تحت نظام الحماية الذي استمر حتى سنة 1956.

## معالم المرسى
- قصر السعادة.
- دار الكاملة، التي تحتضن إقامة السفير الفرنسي في تونس.
- قصر العبدلية.
- الصفصاف.
- قبة الهواء.

## الأحياء
| اسم الحي         | مكانه                                     |
| ---------------- | ----------------------------------------- |
| سيدي داود        | مدخل مدينة المرسى تحدها حدائق قرطاج يمينا |
| المرسى مدينة     | أقصى شرق مدينة المرسى                     |
| المرسى الشاطئ    | أقصى شرق مدينة المرسى على شاطئ البحر      |
| سيدي عبد العزيز  | على شاطئ البحر                            |
| حي الرياض        | غرب سيدي عبد العزيز                       |
| قمرت السياحية    | على شاطئ البحر                            |
| قرية قمرت        | جنوب قمرت السياحية                        |
| جبل خاوي         | بين حي الرياض و قرية قمرت                 |
| حي الربيع        | الشمال الغربي لحي الرياض                  |
| حي الحبيب        | جنوب قرية قمرت                            |
| حي الخليل        | جنوب حي الحبيب                            |
| الطابق           | جنوب حي الربيع                            |
| حي النصر         | بين الاحواش و برج الحوكي                  |
| الأحواش          | بين مرسى المدينة و حي النصر               |
| أرض بن شعبان 1و2 | تعرف اليوم بحي الحكام                     |
| برج الحوكي       | بين سيدي عبد العزيز و حي الرياض           |

## ألبوم صور
- مدينة المرسى ليلاً
- شارع مترجَل بالمرسى شاطئ
- كورنيش المرسى شاطئ
- شارع كورنيش المرسى شاطئ
- قطار تونس-حلق الوادي-المرسى بمحطة المرسى حوالي عام 1900
- محطة المرسى شاطئ حوالي عام 1910
- محطة المرسى شاطئ حوالي عام 1929
- منظر لمدينة المرسى من سيدي الظريف عام 1958
- شاطئ المرسى عام 2011
- شواطئ المرسى عام 2012
- صورة جوية لمدينة المرسى

## أعلام
- عبد الرحمن مامي
- سهام بن سدرين
- الحبيب بولعراس
- عمر الجبالي
- محمد باي بن حسين
- أحمد باي بن علي باي
- محمد الناصر بن محمد باي
- علي باي الثالث
- أسامة الملولي
- الهادي نويرة
- محمد الطاهر بن عاشور
- محمود المسعدي